# ソディック
株式会社ソディック（英称:Sodick Co., Ltd.）は、神奈川県横浜市都筑区に本社を置く日本の工作機械メーカー。

## 概要
1976年（昭和51年）創業の工作機械メーカー。当初はNC放電加工機関連事業のみだったが、現在では射出成形機、食品機械など幅広い分野の生産財を開発・製造・販売している。NC放電加工機では国内最大手格。

## 沿革
- 1976年（昭和51年）8月 - 創業者の古川利彦が横浜市緑区（現・青葉区）桜台に資本金2,000万円で設立、NC放電加工機の開発・製造・販売を開始。
- 1982年（昭和57年）10月 - 横浜市港北区新横浜に本社を移転。
- 1986年（昭和61年）2月 - 東京証券取引所市場第二部へ株式を上場。
- 1988年（昭和63年）11月 - タイにSodick（Thailand）Co.,Ltd.を設立。
- 1989年（平成元年）3月 - 横浜市緑区（現・都筑区）仲町台に技術・研修センターを開設。
- 1997年（平成9年）1月 - 横浜市都筑区仲町台の技術・研修センター内に本社を移転。
- 2001年（平成13年）8月 - 連結子会社である株式会社ソディックプラステックがジャスダック市場に上場。
- 2005年（平成17年）12月 - 連結子会社である株式会社ソディックハイテックが大阪証券取引所「ヘラクレス」スタンダードに上場。
- 2009年（平成21年）10月 - ソディックハイテックを吸収合併。
- 2012年（平成24年）7月 - ソディックプラステックを吸収合併。
- 2015年（平成27年）3月 - 東京証券取引所市場第一部に指定替え。
- 2016年（平成28年）4月 - 加賀事業所敷地内に食品機械工場を開設。
- 2018年（平成30年）
  - 2月 - 米国Sodick, Inc. テックセンターを新設。
  - 5月 - 横浜市都筑区仲町台の技術・研修センター内に2号棟（研究開発棟）を新設。
  - 11月 - 加賀事業所敷地内にマルチファクトリーを竣工。
- 2019年（平成31年）4月 - 英国Sodick Europe Ltd. テックセンターを新設。
- 2019年（令和元年）7月 - 中国・上海市に蘇比克富夢（上海）貿易有限公司を設立。
- 2020年（令和2年）6月 - 経済産業省認定「2020年版グローバルニッチトップ企業 100選」に認定。

## 主要製品
- NC放電加工機
- ハイスピードミーリングセンタ
- 金属3Dプリンター
- 射出成形機
- 電子ビーム
- 食品機械（麺製造ライン、米飯装置）

## 事業所
- 本社／技術・研修センター（神奈川県横浜市）
- 松本営業所（長野県松本市）
- 福井事業所（福井県坂井市）
- 加賀事業所（石川県加賀市）

## 関係会社
日本
- 株式会社ソディック　エフ・ティ

海外
- Sodick America Corporation
- 上海沙迪克軟件 有限公司
- Sodick (Thailand) Co., Ltd.
- 蘇州沙迪克特種設備 有限公司
- 沙迪克(厦門)有限公司
- Sodick, Inc.
- Sodick Europe Ltd. (U.K.)
- Sodick Deutschland GmbH
- Sodick (H.K.) Co., Ltd.
- 沙迪克機電（上海）有限公司
- 台灣蘇比克股份 有限公司
- Sodick Enterprise (S.Z) Co.,Ltd.
- Sodick Korea Co.,Ltd.
- Sodick Singapore Pte.,Ltd.
- Sodick Vietnam Co., Ltd.
- Sodick Philippines Inc.

## 労働問題
当社松本営業所に勤務していた当時43歳の男性が、2017年4月26日に当時7歳の娘と共に失踪し、5月7日に山形県小国町内で父子共々自殺（無理心中）しているのが見つかった。遺族側代理人の弁護士らが調査したところ、この男性は同営業所で機械修理やメンテナンスを担当していたが、2016年5月以降、同僚の異動で通常2人で担当する業務を1人で行うようになったこともあって、長時間残業が常態化するようになり、残業時間は月123時間にも及んでいたという。また、この男性は2017年4月21日の社内会議で「取引先への訪問記録を捏造した上で残業代を不正請求している」などと疑われ、上司から執拗に詰問されたりした。これらの要因が重なったことで鬱病を発症し自殺に追い込まれたとして、2020年1月31日付で松本労働基準監督署が労災認定した。